# Саут Блумфилд (Охајо)
Саут Блумфилд (енгл. South Bloomfield) град је у америчкој савезној држави Охајо.

## Демографија
По попису из 2010. године број становника је 1.744, што је 565 (47,9%) становника више него 2000. године.
| Група             | 2000.         | 2010.         |
| Белци             | 1.158 (98,2%) | 1.680 (96,3%) |
| Афроамериканци    | 0 (0,0%)      | 16 (0,9%)     |
| Азијати           | 1 (0,1%)      | 3 (0,2%)      |
| Хиспаноамериканци | 15 (1,3%)     | 19 (1,1%)     |
| Укупно            | 1.179         | 1.744         |